# Topos
Topos (grč. τόπος: mjesto), pojam koji se izvorno veže uz retoriku. U okviru naučavanja o pronalaženju argumenata i dokaza (inventio) topos se definira kao sredstvo dokazivanja, ali i kao »nalazište« argumenata za određeni govor. Tijekom povijesti značenje pojma postupno se promijenilo. Pojam toposa imao je središnju ulogu u pristupu književnosti kakav je u studiji Europska književnost i latinsko srednjovjekovlje (1948.) zagovarao E. R. Curtius. Prema njegovu mišljenju, riječ je o utvrđenim misaonim obrascima, standardiziranim opisima i općeprihvaćenim metaforama koji se pojavljuju u europskim književnostima od Homera do suvremenog doba, osobito u srednjem vijeku i renesansi. Navodi primjere kao što su: svijet kao pozornica (theatrum mundi), obrnuti svijet (mundus inversus), dječak starac (puer senex) i dr. Curtiusova koncepcija poslužila je potonjim autorima poput Th. W. Adorna i H.-G. Gadamera kao polazište u njihovim kritikama ideja o kulturnom jedinstvu i kontinuitetu tradicije.